# Núcleo borromeano
| Física nuclear • Núcleo • Nucleones (p, n) • Materia nuclear • Fuerza nuclear • Estructura nuclear • Procesos nucleares |

Un núcleo borromeano es un núcleo atómico que comprende al menos tres componentes unidos, en el que cualquier subsistema formado por dos de los componentes está libre. Esto tiene la consecuencia de que si se elimina un componente, los dos restantes forman una resonancia libre, de modo que el núcleo original se divide en tres partes.
El nombre se deriva del nudo borromeo, un sistema de tres anillos enlazados en el que no hay ningún par de anillos directamente enlazados entre sí.

## Ejemplos de núcleos borromeanos
Muchos núcleos borromeanos corresponden a elementos ligeros situaos cerca de la línea de goteo nuclear que tienen un núcleo con halo y una energía de enlace nuclear baja. Por ejemplo, los núcleos de 6helio, 11litio y 22carbono poseen cada uno un halo de dos neutrones que rodea un núcleo que contiene los nucleones restantes. Son núcleos borromeanos porque la eliminación de cualquiera de los neutrones del halo dará como resultado una resonancia independiente con la emisión de un neutrón, mientras que el dineutronio (las partículas en el halo) es en sí mismo un sistema independiente. De manera similar, el 17neón es un núcleo borromeano con un halo de dos protones; tanto el 5He como el 16flúor están sin consolidar.
Además, el 9berilio es un núcleo borromeano que comprende dos partículas alfa y un neutrón; y la eliminación de cualquier componente produciría una de las resonancias libres del 5helio o del 8berilio.
Varios núcleos borromeanos como el 9berilio y el estado de Hoyle (una resonancia del 12carbono excitado) juegan un papel importante en la astrofísica nuclear. Es decir, se trata de sistemas de tres cuerpos cuyos componentes libres (formados a partir de 4helio) son pasos intermedios en los procesos triple-alfa, lo que limita la tasa de producción de elementos más pesados, ya que tres cuerpos deben reaccionar casi simultáneamente.
También pueden existir núcleos borromeanos que constan de más de tres componentes, y que también se encuentran en las líneas de goteo. Por ejemplo, el 8helio es un sistema borromeano de cinco cuerpos con un halo de cuatro neutrones. También es posible que los nucleidos producidos en los procesos alfa (como el 12carbono y el 16oxígeno) puedan ser grupos de partículas alfa, que tengan una estructura similar a la de los núcleos borromeanos.
En 2012, el núcleo borromeano más pesado conocido era el 29flúor. Desde entonces se han observado especies más pesadas en la línea de goteo de neutrones, y es probable que estos y los núcleos más pesados no descubiertos en la línea de goteo también sean núcleos borromeanos con números variables (3, 5, 7 o más) de cuerpos.